# Isabel Celaá
María Isabel Celaá Diéguez (Bilbao, 23 maggio 1949) è una docente e politica spagnola di origine basca. Dal 7 giugno 2018 al 10 luglio 2022 è stata ministra dell'educazione e portavoce nei governi Sánchez I e II.

## Biografia
Isabel Celaá è laureata in Filosofia e Giurisprudenza presso le università di Deusto e Valladolid. È sposata e madre di due figlie. Ha vissuto e studiato per diversi anni in Irlanda.
Ha iniziato la sua carriera politica nel 1987 come capo di gabinetto del ministro regionale dell'Istruzione, Università e Ricerca José Ramón Recalde. Dopo il breve interregno del governo di coalizione fra  Partito Nazionalista Basco, Eusko Alkartasuna ed Euskadiko Ezkerra del 1991, è stata vice-ministra dell'Istruzione, Università e Ricerca con Fernando Buesa come consigliere basco fino alla fine della legislatura nel 1995. Nella seguente legislatura abbandonò le responsabilità educative, essendo direttore di gabinetto del consigliere di giustizia, economia, lavoro e sicurezza sociale, Ramón Jáuregui. Tra il 1998 e il 2009 e il 2012 e il 2016, è stata deputata del Parlamento Basco per la Provincia di Biscaglia. In qualità di parlamentare, è stata responsabile delle questioni educative del suo gruppo. Tra il 2008 e il 2009 è stata la prima vicepresidente del Parlamento basco. Dal 2009 al 2012 ha ricoperto la carica di Consigliera di Educazione, Università e Ricerca nel governo di Patxi López. È particolarmente interessata al miglioramento del sistema educativo basco e sostiene la ricerca scientifica.
È membro del comitato esecutivo del Partito Socialista dei Paesi Baschi-Euskadiko Ezkerra, divisione basca del PSOE.
Il 7 giugno 2018 Pedro Sánchez la nomina come ministra nel nuovo governo spagnolo. Il re Filippo VI ha sancito con decreto regio la sua nomina a detentrice del Ministero dell'Istruzione e della Formazione Professionale e Portavoce del Governo. Il 7 giugno ha assunto l'incarico di Ministra e Portavoce davanti al Re al Palazzo della Zarzuela.
Dal gennaio 2022 è ambasciatrice di Spagna presso la Santa Sede, in sostituzione di María del Carmen de la Peña Corcuera.